# Автомагистраль D0 (Чехия)
Автомагистраль D0 (чеш. Dálnice D0) (до 31.12.2015 Скоростная дорога R1 (чеш. Rychlostní silnice R1)), Пражская кольцевая дорога (чеш. Pražský okruh) — строящаяся автомагистраль, которая после своего завершения будет образовывать кольцевую дорогу вокруг Праги. Длина всей дороги составит 82,8 км, из которых, по состоянию на 2015 год, построено 39,8 км.

## История
Первые два участка были построены в 1980-е годы. Самый первый участок соединил автомагистраль D5 с улицей К Баррандову, другой автомагистраль D10 с дорогой 11 (сегодня эта дорога нумеруется как 611). В 1993 году было построено продолжение от дороги 11 к дороге 12, которое в 1997 году было соединено со Штербогольской радиальной дорогой. На рубеже веков были построены два последовательных участка, соединивших автомагистраль D5 с автомагистралями D6 и D7. Последним был открыт большой участок от улицы К Баррандову к автомагистрали D1 в 2010 году. По состоянию на 2015 год, строительство новых участков не ведется.
С 1 января 2016 года скоростная дорога R1 стала автомагистралью D0.

### Споры о трассе северного участка
Проект трассы от аэропорта к автомагистрали D8 вызывает существенные споры. Существует два варианта трассы: основной вариант через Сухдол и альтернативный через Гусинец. Первый вариант короче, однако проходит через населенную область Сухдола (планируется строительство тоннеля), а также природный парк на берегу Влтавы. По этой причине, против этого варианта активно выступает руководство Сухдола и различные экологические движения. Второй вариант длиннее, однако проходит через менее населенную область. Из-за споров, проект до сих пор не был включен в генеральный план Среднечешского края.

### Участки
Всего округ делится на 10 участков, которым даны номера 510—520. Красным выделены запланированные участки.
| номер | название                      | длина    | начало строительства      | введение в эксплуатацию   |
| ----- | ----------------------------- | -------- | ------------------------- | ------------------------- |
| 510   | Саталице — Беховице, 1-й этап | 1,12 км  | 1980                      | 12 октября 1984           |
| 510   | Саталице — Беховице, 2-й этап | 2,33 км  | 1988                      | 5 ноября 1993             |
| 511   | Беховице — D1                 | 12,57 км | запланировано к 2018 году | запланировано к 2021 году |
| 512   | D1 — Вестец                   | 8,75 км  | 2008                      | 20 сентября 2010          |
| 513   | Вестец — Лаговице             | 8,34 км  | 2006                      | 20 сентября 2010          |
| 514   | Лаговице — Сливенец           | 6,03 км  | 2006                      | 20 сентября 2010          |
| 515   | Сливенец — Тршебонице         | 7,41 км  | 1977                      | 20 сентября 1983          |
| 516   | Тршебонице — Ржепы            | 3,3 км   | 1998                      | 20 августа 2000           |
| 517   | Ржепы — Рузине                | 2,51 км  | 1999                      | 29 октября 2001           |
| 518   | Рузине — Сухдол               | 9,4 км   | после 2016 года           | ?                         |
| 519   | Суходол — Бржезиневес         | 6,68 км  | после 2016 года           | ?                         |
| 520   | Бржезиневес-Саталице          | 13,15 км | ?                         | ?                         |